# Cuzdrioara (gmina)
Cuzdrioara – gmina w Rumunii, w okręgu Kluż. Obejmuje miejscowości Cuzdrioara, Mănășturel i Valea Gârboului. W 2011 roku liczyła 2733 mieszkańców.